# Нуріддін Хамрокулов
Нуріддін Ахатович Хамрокулов (тадж. Нуриддин Хамрокулов, перс. ‌ نورالدین احمدویچ هامروکولوف, нар. 25 жовтня 1999) — таджицький футболіст, захисник «Регар-ТадАЗа» і національної збірної Таджикистану.

## Клубна кар'єра
У дорослому футболі дебютував 2016 року виступами за команду «Баркчи», в якій провів 3 сезони.
Своєю грою за цю команду привернув увагу представників тренерського штабу клубу «Хатлон», до складу якого приєднався 2018 року. Відіграв за команду з Бохтара наступні чотири сезони своєї ігрової кар'єри.
На початку 2023 року став гравцем «Регар-ТадАЗа».

## Виступи за збірну
Дебютував у складі національної збірної Таджикистану 24 травня 2021 року в Басрі проти Іраку, замінивши на 59-й хвилині Парвізжона Умарбаєва.
У складі збірної був учасником кубка Азії з футболу 2023 року у Катарі, де став автором вирішального другого голу у ворота Лівану (2:1), завдяки чому таджики вийшли з групи.